# Malin Olsson
Malin Isabel Sofie Dos Santos Cardoso Olsson, más conocida como Malin Olsson (Skattungbyn, Orsa; 19 de marzo de 1982) es una cantante y presentadora de televisión sueca. Ha presentado el programa de "Sommarlovsmorgon" ("Mañana de vacaciones de verano") Sommarlov desde 2010. Es la novia del presentador de televisión Ola Selmén.